# عدالت انتقالی
عدالت انتقالی شامل اقدامات قضایی و غیر قضایی است که به منظور جبران اعمال ناقض حقوق بشر یک رژیم پس از فروپاشی آن انجام می شود. این اقدامات "شامل پیگردهای کیفری ، کمیسیون های حقیقت ، برنامه های جبران خسارت و انواع اصلاحات در عملکرد نهادهایی است که نواقص ساختاری موجود در آنها باعث ایجاد فرصت برای نقض حقوق بشر شده است ".  عدالت انتقالی در نقطه ای از انتقال سیاسی از خشونت و سرکوب به ثبات اجتماعی (یا در بعضی اوقات سالها بعد) مورد استفاده واقع می شود و برآمده از تمایل جامعه به بازسازی اعتماد اجتماعی ، ترمیم سیستم ناکارآمد قضایی و سیاسی و ساختن یک نظام دموکراتیک است. ارزش اصلی عدالت انتقالی ، مفهوم عدالت است که لزوماً به معنای عدالت کیفری نیست. این مفهوم در کنار دگرگونی سیاسی تغییر رژیم و گذار بدون خشونت، به آینده ای صلح آمیز ،با ثبات و دموکراتیک و بدون باز تولید استبداد گره خورده است. 
عدالت انتقالی اخیرا بیش از پیش مورد توجه دانشگاهیان و سیاست گذاران قرار گرفته است. همچنین باعث ترویج و ترغیب در زمینه های گفتمان سیاسی و حقوقی ، به ویژه در جوامع دستخوش انتقال به دموکراسی شده است. در دوره تحولات سیاسی ، از رژیمهای اقتدارگرا ، دیکتاتوری یا در مبارزات مدنی به دمکراسی ، عدالت انتقالی غالباً فرصت هایی را برای اینگونه جوامع فراهم کرده است تا به نقض حقوق بشر گذشته ، قساوت های جمعی و یا اشکال دیگر آسیب ها بپردازند و بتوانند یک انتقال هموار را تسهیل کنند و به آینده ای دموکراتیک تر و صلح آمیز تر امیدوار باشند. 